# Pseuduvaria villosa
Pseuduvaria villosa Jessup – gatunek rośliny z rodziny flaszowcowatych (Annonaceae Juss.). Występuje naturalnie w Australii – w stanie Queensland. 

## Morfologia
PokrójZimozielone drzewo dorastające do 4 m wysokości.
LiścieMają kształt od odwrotnie jajowatego do lancetowatego. Mierzą 8–20 cm długości oraz 2–7 cm szerokości. Są prawie skórzaste, owłosione od spodu. Nasada liścia jest sercowata. Blaszka liściowa jest całobrzega o wierzchołku od tępego do spiczatego. Ogonek liściowy jest nagi i dorasta do 2–4 mm długości.
KwiatySą jednopłciowe, pojedyncze lub zebrane po 2–3 w pęczki, rozwijają się w kątach pędów lub bezpośrednio na gałęziach (kaulifloria). Działki kielicha mają owalny kształt i dorastają do 2–4 mm długości. Płatki mają owalny kształt i białawą barwę, osiągają do 10–16 mm długości. Kwiaty żeńskie mają 40 owocolistków.
OwoceApokarpiczne, o odwrotnie jajowatym kształcie. Osiągają 15–20 mm długości.

## Biologia i ekologia
Rośnie w lasach i zaroślach.